# Веселовский, Иван Семёнович
Иван Семёнович Веселовский (13 сентября 1795, Могилёв, Могилёвская губерния, Российская империя — 24 апреля 1867, Москва ) — ординарный профессор физики Московского университета, доктор медицины.

## Биография
Происходил из дворян Могилёвской губернии. Родился 2 (13) сентября 1795 года в Могилёве, где его отец (ум. в 1797) служил секретарём в магистрате.
С 1803 года учился в Могилёвской духовной семинарии, откуда в 1810 году перешёл в Могилёвскую губернскую гимназию, после окончания которой учился на физико-математическом факультете Московского университета (1813—1816). Окончив со степенью кандидата университет, он поступил в казённокоштные воспитанники Медицинского института при Московском университете, где получил степень доктора медицины (1823). Преподавал в Медицинском институте математику и физику и одновременно был секретарём совета медицинского факультета Московского университета (1823—1825).
С 1825 года он начал преподавать в Московской медико-хирургической академии, куда полностью перешёл в 1829 году, уволившись из университета. Ординарный профессор медико-хирургической академии (1833—1838).
С 31 декабря 1835 года — ординарный профессор Московского университета по кафедре физики, которую покинул профессор М. Г. Павлов. Преподавание Веселовского вызывало нарекания студентов и не способствовало развитию физики в Московском университете. По словам одного из слушателей, Веселовский читал лекции «скучно, однообразно, утомительно, опытов очень мало».
В январе 1839 года уволен из университета по прошению из-за расстроенного состояния здоровья.
Умер 12 (24) апреля 1867 года. Похоронен на Ваганьковском кладбище; могила утрачена.
Жена, Ольга Андреевна, умерла 52-х лет 6 декабря 1857 года и была похоронена на Ваганьковском кладбище с рано умершими детьми Иваном (1846—1852) и Андреем (1842—1851).